# Carecas do ABC
Carecas do ABC são uma gangue skinhead dissidente do grupo Carecas do Subúrbio, formado inicialmente na região do Grande ABC, principalmente em Santo André, e atualmente estão presentes em praticamente toda a cidade de São Paulo e em algumas outras capitais do Brasil. O lema do grupo é "Deus, pátria e família", inspirado no lema da Ação Integralista Brasileira, criada por Plínio Salgado.

## Características
É um grupo medianamente politizado, de organização territorial. Possuem ideário fortemente anticomunista e antiliberal, defendem o uso da violência contra o que o grupo define como os "setores podres da sociedade".
O grupo dos Carecas distingue-se, especialmente, por admitir a presença de negros e nordestinos em seus quadros.
Os carecas usam coturnos de ponteiras metálicas, jeans justos, jaquetas e camisetas com motivos militares ou de cor escura ou brancas, suspensórios ou cintos de fivelas metálicas, e algumas vezes adereços pontiagudos. O gênero musical associado aos membros, que geralmente trata de assuntos como o cotidiano "Careca", incitação ao ódio contra os grupos rivais, louvação de brigas antigas do movimento, entre outros.
Não existem estimativas confiáveis ou pesquisas que deem maior vislumbre sobre a composição, tamanho e distribuição deste grupo no território urbano brasileiro.

## Fatos
A fama na cultura popular foi obtida com episódios de violência amplamente divulgados pela mídia. Inclusive, em 6 de fevereiro de 2000, o adestrador de cães e homossexual Edson Néris da Silva foi espancado até a morte pela gangue, por estar andando de mãos dadas com seu companheiro, Dário Pereira Netto, que conseguiu fugir.